# Tam Phước (Đồng Nai)
Tam Phước is een xã in de Vietnamese provincie Đồng Nai. Het is een onderdeel van Biên Hòa. Tot april 2010 behoorde het tot het district Long Thành. Tam Phước ligt ongeveer drie kilometer ten zuidwesten van Long Thành.
Bij Tam Phước ligt een golfbaan van de Long Thành golf club.